# ОД-80
ГАУ «СК ОД-80» Москомспорта (полное наименование Государственное автономное учреждение города Москвы «Спортивный комплекс Олимпийской деревни — 80» Департамента спорта города Москвы) — был построен на Западе Москвы для участников летней XXII Олимпиады 1980.

## История
Спорткомплекс Олимпийской деревни-80 был построен на Юго-Западе Москвы для участников летней XXII Олимпиады 1980 года. Авторы проекта — архитектор Г. Н. Миронов и инженер Е. А. Суслов, начальник строительного участка И. Г. Казаков.
В настоящее время спортивный комплекс «Олимпийской деревни — 80» — это система разнообразных площадок, предназначенных для занятия спортом как на профессиональном, так и на любительском уровне. А также является одним из крупнейших, и популярнейших физкультурно-спортивных центров на западе столицы. Во время подготовки к Олимпиаде Спорткомплекс вошел в число 49 сооружений Москвы, предназначенных для тренировок спортсменов.
За более чем 30-летнюю историю Спорткомплекс выпустил не одно поколение чемпионов, воспитанных в лучших традициях советского и российского спорта.

## Реконструкция
В 2016—2017 годы Правительство Москвы провело реконструкцию спортивного комплекса Олимпийской деревни — 80. На его территории построили новый футбольно-легкоатлетический стадион, крытые теннисные корты и административно-бытовой корпус. Произведена замена кровли, оборудована новая входная стеклянная группа, отремонтирован вестибюль, произведена комплексная замена систем инженерного обеспечения. В бассейнах Спорткомплекса установлена уникальная система очистки и ультрафиолетового обеззараживания воды, а также песочно-кварцевые фильтры. В 2015 году отремонтированы и введены в эксплуатацию 12 спортивных залов для занятий по трем олимпийским дисциплинам (греко-римская борьба, вольная борьба и дзюдо) и другим видам спорта. Кроме этого, открыт новый зал общей физической подготовки площадью 315 м².
Залы оснащены современным спортивным оборудованием и отвечают всем существующим требованиям пожарной, санитарно-эпидемиологической и антитеррористической безопасности. В 2016/2017 полностью отремонтирована гостиница для спортсменов. Требующий капитального ремонта корпус превратили в современную гостиницу с комфортабельными номерами, способной разместить более 60 человек одновременно.
Затем появился крытый каток — ледовая арена длиной 61 и шириной 30 метров с трибунами на 284 места, предназначенная для тренировок и проведения соревнований. Кроме того, в трехэтажном здании площадью 6,8 тысячи квадратных метров разместили дополнительную тренировочную ледовую площадку длиной 20 и шириной шесть метров. Также там есть два тренажерных зала, кабинет теоретической подготовки и кафе, в котором часть столиков — с видом на ледовую арену.

## Известные тренеры и спортсмены
Многие известные спортсмены начинали свою карьеру в Спортивном комплексе Олимпийской деревни-80. В разное время здесь занимались трехкратный олимпийский чемпион Карелин, Александр Александрович; двукратный олимпийский чемпион Саутин, Дмитрий Иванович, олимпийская чемпионка Пахалина, Юлия Владимировна, двукратный бронзовый призер Олимпийских игр Гальперин, Глеб Сергеевич и др. Их проводят тренеры высочайших категорий: заслуженный мастер спорта, заслуженный тренер России Когуашвили, Гоги Мурманович; заслуженный тренер России Прохоров, Александр Владимирович; олимпийский чемпион, заслуженный мастер спорта СССР Оганисян, Санасар Размикович; заслуженный тренер России Григорьев, Владимир Яковлевич и др.

## Спортивные школы, клубы и секции
Здесь детские и юношеские спортивные школы олимпийского резерва: ГБОУ "Центр спорта и образования «Олимп» Москомспорта (волейбол), ГБУ «МГФСО» Москомспорта (прыжки в воду), ГБУ "ФСО «Юность Москвы» Москомспорта (вольная и греко-римская борьба, гандбол, водное поло) и другие готовят будущих спортивных звезд. На базе Спорткомплекса регулярно проходят тренировки сборных команд России и Москвы по вольной и греко-римской борьбе, и соревнования различного уровня по боевым искусствам и игровым видам спорта. Наряду с профессиональными спортсменами в Спортивном комплексе Олимпийской деревни-80 занимаются физкультурой жители Западного административного округа. На площадке Спорткомплекса работают более 30 спортивных клубов и секций по различным спортивным направлениям. Спортивный комплекс Олимпийской деревни-80 посещают более 8000 человек ежемесячно, большинство из них — дети. Особой популярностью у жителей пользуются группы общей физической подготовки для пенсионеров. При этом возрастных ограничений для занятий в Спорткомплексе не существует. Подружиться со спортом, независимо от возраста и уровня подготовки, в Спортивном комплексе Олимпийской деревни-80 может каждый.
Ежемесячно в спорткомплексе занимаются более 8,3 тысячи человек, 83 процента из них — дети (6,9 тысячи человек), но возрастных ограничений для посещения нет.